# 中国水产科学研究院黄海水产研究所
中国水产科学研究院黄海水产研究所，是一所位于中华人民共和国山东省青岛市的研究所，1946年于上海成立，1949年迁至青岛，目前隶属于农业农村部，主要从事海洋水产的研究工作。至今已培育多种新品种水产动植物，获得多项国家奖励。在黄岛区建设有高端海洋渔业研究中心，并与多地政府合作进行海洋开发和浒苔治理工作。目前其总部位于市南区南京路106号。